# Ночь дьяволов
«Ночь дьяволов» (итал. La Notte dei Diavoli) — итало-испанский фильм ужасов 1972 года режиссёра Джорджо Феррони. Премьера фильма состоялась 10 апреля 1973 года. Ремейк эпизода «Вурдалак» из фильма 1963 года «Три лика страха» Марио Бава.
Фильм снят по мотивам рассказа А. К. Толстого «Семья вурдалака».

## Сюжет
Действие фильма происходит в европейском захолустье в 70-х годах 20-го века. Молодой человек Никола, находясь в деловой поездке, в результате поломки машины, попадает на единственную обитаемую ферму в заброшенной деревне, стоящей среди глухого леса. Семья селян встречает чужака не слишком любезно, но тем не менее, гостя, в преддверии ночи, приглашают остаться на ночлег, настрого предупредив не открывать ставни на окнах. На следующий день, занимаясь починкой машины, Никола, становится свидетелем странного разговора между старым хозяином и его старшим сыном, после чего старик уходит в лес. Он вернется к концу следующего дня, принеся с собой в дом ужас, скрывавшийся в недрах темного леса. Сбитый с толку, перепуганный Никола в спешке покидает ферму, где уже пролилась кровь. Но воспоминание о ночи, проведенной с прекрасной Зденкой, юной дочерью хозяина, заставляет его вернуться, чтобы заглянуть в лицо ужасу.

## В ролях
- Джанни Гарко — Никола
- Агостина Белли — Зденка
- Роберто Мальдера — Йован
- Синция де Каролис — Ирина
- Тереса Химпера — Елена

## Художественные особенности
В своей книге Italian Horror Film Directors Луис Поль отметил, что фильм наполнен «обнажёнкой» и кровью и что режиссёр создал весьма впечатляющую ленту, однако, тем не менее, не дотягивающую по уровню до оригинального фильма Марио Бава.